# آيت ادريس (تالمكانت)
آيت ادريس هي إحدى مشيخات المملكة المغربية، تتبع جغرافيا لإقليم تارودانت وإداريًا لتالمكانت. يقدر عدد سكانها بـ 1157 نسمة حسب الإحصاء الرسمي للسكان والسكنى لسنة 2004.